# James Barnes (comics)
Pour les articles homonymes, voir James Barnes, Barnes et Bucky.
James Barnes, alias Bucky est un super-héros évoluant dans l'univers Marvel de la maison d'édition Marvel Comics. Créé par le scénariste Joe Simon et le dessinateur Jack Kirby, le personnage de fiction apparaît pour la première fois dans le comic book Captain America Comics #1 chez Timely Comics en mars 1941.
À partir de janvier 2005, le personnage devient le Soldat de l'hiver (« Winter Soldier » en VO ; en russe : Зимний Солдат, « Zimniy Soldát ») dans le comic-book Captain America (vol. 5) #1 et, à partir de janvier 2008, il prend brièvement l'identité de Captain America dans Captain America (vol. 5) #34. Il revient ensuite à son identité du Soldat de l'hiver après les évènements du crossover Fear Itself.
Adapté au cinéma et à la télévision, le personnage est interprété par l'acteur Sebastian Stan au sein de l'univers cinématographique Marvel.

## Biographie du personnage

### Jeunesse dans l'armée
Orphelin, le jeune James Barnes s'engage dans l’US Army et devient l'ami de Steve Rogers, secrètement devenu le super-héros nommé Captain America. Ils deviennent un duo inséparable.
Après avoir découvert l'identité secrète du Captain, Barnes aide Rogers au cours de nombreuses missions, prenant le nom de code de « Bucky ». Il fait partie de diverses équipes de super-héros pendant la Seconde Guerre mondiale, comme les Envahisseurs, les Jeunes Commandos, la Légion de la Liberté et les Jeunes Alliés. On peut voir lors des dernières scènes avant son départ, que Barnes se rapproche grandement de la sœur de son ami, Hermine.
En 1945, lors d'une mission au nord de l'Angleterre, Captain America et Bucky découvrent que le Baron Zémo, un des pires ennemis du Captain, a volé un drone expérimental. Bucky tente de désamorcer la bombe installée sur l'engin, au moment où celui-ci décolle, mais l'avion explose au-dessus de l'océan Atlantique. On pense alors que le duo est mort dans le feu de l'action, mais Captain America reviendra des années plus tard, libéré de l'hibernation par les Vengeurs.

### La fin de Bucky et le début de l'hiver
Bucky est secouru par un sous-marin de la marine soviétique. Gravement blessé et partiellement amnésique, il est soigné par les autorités soviétiques, qui le placent en cryostase jusqu'en 1954 et lui greffent un bras cybernétique. Commence alors l'opération « Soldat de l'hiver » (Winter Soldier) : Bucky devient un assassin du KGB, réveillé de son hibernation à intervalles réguliers pour accomplir ses missions (comme le meurtre de la femme de Wolverine, Itsu).
Employé du super-vilain Gremlin pendant un temps, il reçoit pour mission de torturer un agent secret prisonnier, le major Glenn Talbot. Mais ce dernier le reconnait et sème le doute dans son esprit. Le Soldat de l'hiver tente alors d'aider l'espion dans sa fuite, mais ils sont stoppés par Gremlin, qui efface ses souvenirs.
À la chute de l'Union soviétique, Barnes est récupéré par le général Luskin, un dissident du régime. Cherchant à s'emparer du Cube cosmique, Luskin envoie Barnes assassiner Crâne rouge, sans savoir que ce dernier a réussi à transférer sa conscience dans le corps de Luskin au moment de mourir. Luskin l'envoie ensuite assassiner Jack Munroe, l'agent américain Nomad, qui avait assumé l'identité de Bucky dans les années 1950, et lui fait endosser le meurtre de Crâne rouge. Barnes fait ensuite exploser une bombe dans le centre-ville de Philadelphie, ce qui le perturbe mentalement. C'est alors que Captain America découvre l'identité du Soldat de l'hiver et utilise le Cube Cosmique pour lui rendre la mémoire. Barnes se retourne alors contre Luskin et disparaît de la circulation.
On le revoit à Belgrade, opposé à Wolverine ayant retrouvé lui aussi la mémoire de son passé, puis à Londres où, allié à Captain America, il affronte un robot nazi. Pendant le combat, son bras cybernétique est détruit. Barnes part ensuite en France où il retrouve Nick Fury qui lui en procure un nouveau ; il est d'ailleurs l'un des seuls hommes à rester en contact avec Fury et à travailler pour lui.

### Le nouveau Captain America
À la mort de Steve Rogers, Tony Stark propose à Bucky de devenir le nouveau Captain America.

### Dark Reignet retour du Soldat de l'hiver
Après les événements de Secret Invasion, Bucky rejoint l'équipe des New Avengers et offre sa résidence comme base d'opérations.

### Fear Itself
Bucky est apparemment tué lors d’un combat contre une Sin possédée par le Serpent (en), le dieu de la peur d’Asgard. Il obtient même des funérailles officielles.
Néanmoins, il est sauvé par Nick Fury, qui lui administre les dernières doses de la Formule Infinity en sa possession. Il décide alors de réparer ses actions passées en travaillant dans l’ombre.

## Pouvoirs, capacités et équipement

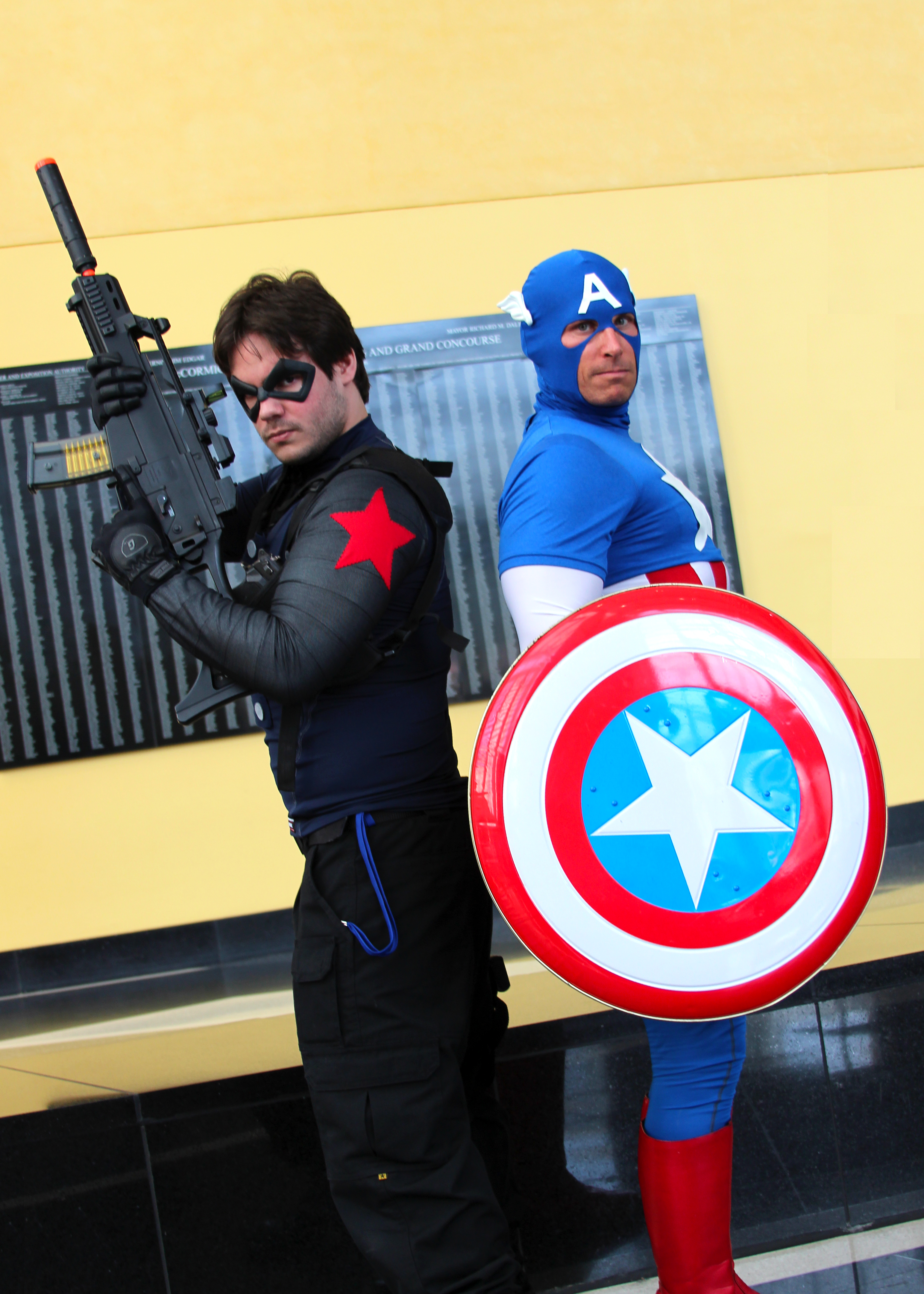
Cosplays du Soldat de l'hiver et de Captain America.

À l'origine, James Barnes n'a aucun super-pouvoir. Il est cependant un athlète et un acrobate de niveau olympique, possédant des réflexes et une coordination exceptionnelle. Il a aussi été entraîné au combat au corps-à-corps par Captain America, renommé pour être l'un des tout meilleurs combattants de l'univers Marvel.
Par la suite, Barnes a été entraîné par de nombreux autres spécialistes (américains et russes) aux techniques commandos. Il est donc compétent dans le maniement de la plupart des armes à feu, mais aussi avec les armes blanches et les grenades. C'est aussi un tireur d’élite confirmé qui maîtrise parfaitement le jet de poignards.
Quand il est devenu le Soldat de l’hiver, Barnes a été doté d'un bras gauche cybernétique en carbonadium qui lui confère à ce bras une force et une résistance surhumaine, ainsi que des réflexes plus rapides que ceux d’un humain normal. Par la suite, le carbonadium a été remplacé par du vibranium. Le bras brouille les détecteurs de métaux et les machines à rayon X, en émettant de petites impulsions électromagnétiques. Détaché de son corps, le bras fonctionne de manière autonome, contrôlé mentalement par Barnes (probablement grâce à des implants cervicaux cybernétiques). Le bras peut aussi générer des décharges électriques à partir de sa paume.
Le Soldat de l'hiver a été formé à l'espionnage par le KGB. Il parle à la perfection plusieurs langues comme sa langue natale anglaise, mais aussi l'allemand, le japonais et le russe. Il comprend également le français, mais sans le parler. C'est un tueur surentraîné et implacable, redoutable combattant à mains nues et qui maîtrise plusieurs style d'arts martiaux ; il a ainsi réussi à vaincre Wolverine et la Veuve noire, deux autres grands spécialistes du combat à mains nues.
Lorsqu'il endossa le costume de Captain America, Barnes était armé d’un pistolet et d’un poignard. Son uniforme de Captain America était renforcé par du kevlar, ce qui lui donnait une protection pare-balles. Il hérita aussi du bouclier de Steve Rogers, composé d'un alliage unique de vibranium et d'acier, qu’il utilisa comme son prédécesseur.

## Autour du personnage
Le personnage de James Buchanan Barnes a été nommé en mémoire du quinzième président des États-Unis, James Buchanan, qui fut le seul président américain à avoir un passé d’acrobate.
Historiquement, le personnage de Bucky continua d'apparaître dans les magazines de Timely Comics après 1945, de même que Captain America. Blessé en 1948, Bucky fut remplacé par Betsy Ross (en), la petite amie du Captain qui devint la super-héroïne « Golden Girl ». Le titre Captain America Comics s’acheva en février 1950 avec le #75. Au milieu des années 1950, Bucky et les autres héros de Timely Comics revinrent brièvement, mais les ventes furent insuffisantes et les séries de nouveau arrêtées.
Par la suite chez Marvel Comics, dans la série Avengers (vol. 1) #4 en mars 1964, il fut établi que les Captain America et Bucky originaux avaient disparu à la fin de la Seconde Guerre mondiale avant d’être remplacés par d’autres personnes, sur ordre du président Harry S. Truman. Ainsi, Bucky apparut à travers de nombreux flashbacks évoquant sa mort en 1945, jusqu’à Avengers (vol. 1) #56 en septembre 1968, qui raconta les détails de la dernière aventure des deux héros. Jusqu’en 2005, cette version fut conservée jusqu'à que le scénariste Ed Brubaker ramène Bucky d'entre les morts en annulant sa disparition à la fin de la guerre, et dans le même temps en complétant ses origines, faisant du personnage un commando chargé d’opérations militaires spéciales.
La mort de Bucky en 1945 est singulière, dans le sens où elle fut longtemps l’une des seules morts qui perduraient dans les comics Marvel. La « Clause Bucky », un aphorisme développé par les fans de la bande dessinée, énonçait en effet que « nul personnage de comics ne reste mort, à l’exception de Bucky, de Jason Todd de DC Comics, d’Oncle Ben et de Gwen Stacy de [la série] Spider-Man ». De façon ironique, ces mêmes personnages réapparurent tous en 2006, même si Oncle Ben se révéla être celui d’une réalité alternative et que Gwen Stacy soit en réalité sa propre fille.
La mort de Bucky servit aussi à expliquer pourquoi, dans l’univers Marvel, peu de héros sont accompagnés de jeunes coéquipiers (appelés sidekicks, des « faire-valoirs »), par opposition aux personnages de DC Comics, car les héros adultes de l’univers Marvel n’acceptent pas de mettre en danger la vie de jeunes adolescents, se souvenant de ce qui arriva à Bucky (en réalité, le scénariste Stan Lee détestait cette notion de « jeunes coéquipiers » et trouva à travers la mort Bucky une justification raisonnable à leur absence chez les héros Marvel).

## Apparitions dans d'autres médias
Sauf indication contraire, les informations mentionnées dans cette section peuvent être confirmées par la base de données cinématographiques IMDb,  présente dans la section « Liens externes ».

### Univers cinématographique Marvel

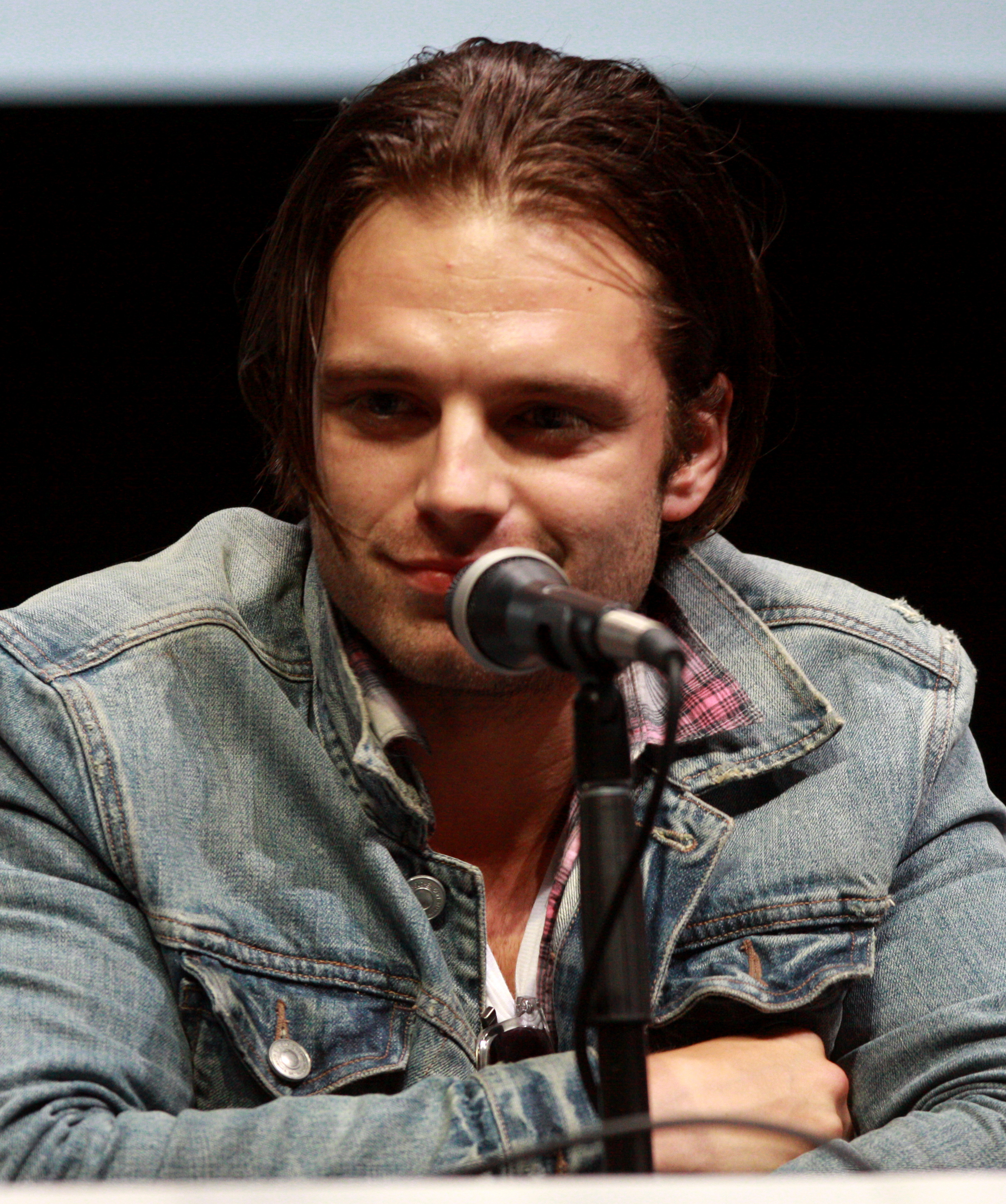
L’acteur Sebastian Stan incarne le personnage de James Barnes dans plusieurs films et une série télévisée de l'univers cinématographique Marvel.

Le personnage est interprété par Sebastian Stan dans l'univers cinématographique Marvel :
- 2011 : Captain America: First Avenger réalisé par Joe Johnston

James « Bucky » Barnes est le meilleur ami de Steve Rogers depuis leur enfance. Bucky s'est engagé pour combattre les nazis lors de la seconde guerre mondiale. Il rejoint les Commandos Hurlants dirigés par Captain America. Dans la mission pour récupérer le docteur Armin Zola de HYDRA, il succombe à une chute dans un train dans les montagnes des Alpes.
- 2014 : Captain America : Le Soldat de l'hiver réalisé par Anthony et Joe Russo

Nick Fury, le directeur du SHIELD, a été tué par un assassin redoutable : le soldat de l'hiver. Captain America et Black Widow comprennent que HYDRA a infiltré le SHIELD jusqu'au plus haut niveau depuis la seconde guerre mondiale. Au cours d'un combat au corps à corps, Steve apprend avec stupeur que le soldat de l'hiver n'est d'autre que son meilleur ami, James Barnes, mais celui-ci ne le reconnait pas. Il avait survécu à sa chute, récupéré par Zola, conditionné pour être l'assassin qu'il est aujourd'hui et mis en stase pour servir HYDRA pendant des décennies. Après avoir arrêté les héliporteurs, Steve se laisse battre par Bucky en essayant de lui rappeler qui il est avec leurs souvenirs communs. Grâce à ça, Bucky sauve Steve de la noyade et disparait dans la nature.
- 2015 : Ant-Man réalisé par Peyton Reed (scène post-générique)
- 2016 : Captain America: Civil War réalisé par Anthony et Joe Russo

Bucky vit maintenant caché. Il est accusé d'avoir commis l'attentat aux Nations Unies à Vienne qui a couté la vie au roi du Wakanda, T'Chaka. L'explosion est en réalité l'œuvre de Helmut Zemo. Steve tente de protéger son ami, d'abord de Black Panther, qui a juré de tuer l'assassin de son père et d'Iron Man, dont les parents ont été tués par Bucky il y a des années. Innocenté pour le meurtre du roi, Bucky trouve finalement refuge au Wakanda. T'Challa a reconnu son erreur et va l'aider à se défaire du conditionnement du soldat de l'hiver.
- 2018 : Black Panther réalisé par Ryan Coogler (scène post-générique)
- 2018 : Avengers: Infinity War réalisé par Anthony et Joe Russo

Libéré du conditionnement du soldat de l'hiver, Bucky vit désormais une vie paisible au Wakanda sous le pseudonyme du Loup Blanc. Face à la menace de Thanos, il participe à la bataille du Wakanda aux côtés des Avengers de Steve. Malheureusement, Thanos s'empare de la pierre de l'esprit du front de Vision. Et à la suite du claquement de doigt de Thanos, Bucky fait partie des disparus.
- 2019 : Avengers: Endgame réalisé par Anthony et Joe Russo

Grâce au claquement de doigt de Hulk, Bucky revient à la vie et participe au second combat contre Thanos. Il revoit ensuite Steve Rogers, vieux, et encourage Sam à aller le voir et à accepter son bouclier.
- 2021 : Falcon et le Soldat de l'Hiver (série télévisée)

À la suite des événements liés au combat contre Thanos, le monde tente de se reconstruire, de gérer les gens qui sont revenus grâce au claquement de doigt de Bruce Banner. Bucky a été gracié et suit des séances avec une psychiatre, bien qu'il ait en mémoire tous ses actes et meurtres en tant que soldat de l'hiver. Il essaie de vivre sans son meilleur ami et de s'adapter à sa nouvelle vie. En apprenant que c'est quelqu'un d'autre qui porte le nom de Captain America et son bouclier, il est furieux contre Sam d'avoir abandonné le bouclier. De plus il n'a aucune confiance en John Walker. Dans son combat contre les Flag-Smashers, il demande l'aide de Zemo qu'il fait libérer. En voyant le vrai visage de Walker, Bucky et Sam l'affrontent. Bucky lui arrache le bouclier et le remet à Sam. Il livre Zemo aux Wakandais.
- 2021-2023 : What If...? (série télévisée d'animation)
- 2025 : Captain America: Brave New World (caméo)
- 2025 : Thunderbolts réalisé par Jake Schreier

### Télévision
- 1960 : The Marvel Super Heroes (série d'animation)
- 2010 : Avengers : L'Équipe des super-héros (série d'animation)
- 2014 : Avengers Rassemblement (série d'animation)

### Cinéma
- 2006 : Ultimate Avengers (film d'animation)

### Jeux vidéo
- 2006 : Marvel: Ultimate Alliance
- 2013 : Marvel Heroes
- 2016 : Lego Marvel's Avengers
- 2019 : Marvel Ultimate Alliance 3: The Black Order
- 2024 : Marvel Rivals (personnage jouable)